# SMAP 003
『SMAP 003』は、SMAPの3枚目のオリジナル・アルバム。 1993年1月1日にビクター音楽産業（現・JVCケンウッド・ビクターエンタテインメント）から発売された。

## 解説
本作リリース前にリリースされた「笑顔のゲンキ」、「雪が降ってきた」は未収録。別名義・音松くんでの「スマイル戦士 音レンジャー」も未収録。

## 特典
SMAPゾロ目キャンペーンと題し、
本作を含め、スマイル戦士 音レンジャー、笑顔のゲンキ、雪が降ってきたの3作品に
付属する応募券を本作の初回特典の応募ハガキに貼り送ると抽選で2.222名にSMAPオリジナルメッセージシングルCDがプレゼントされるキャンペーンが実施されていた。

## 収録曲
| #         | タイトル                                   | 作詞       | 作曲      | 編曲                                  | 時間  |
| --------- | ------------------------------------------ | ---------- | --------- | ------------------------------------- | ----- |
| 1.        | 「The Theme of 003」                       | 相田毅     | 大野雄二  | 大野雄二 / コーラスアレンジ: 椎名和夫 | 4:13  |
| 2.        | 「Scarface Groove」                        | 相田毅     | 野崎昌利  | 岩田雅之                              | 4:37  |
| 3.        | 「いますぐ天気にしておくれ」               | 浅田有理   | 樫原伸彦  | 重実徹 / コーラスアレンジ: 松下誠     | 4:27  |
| 4.        | 「Happy Birthday」                         | 小倉めぐみ | 羽場仁志  | CHOKKAKU                              | 5:00  |
| 5.        | 「Cry」(木村拓哉・稲垣吾郎・森且行)        | 久和カノン | 羽場仁志  | 新川博 / コーラスアレンジ: 椎名和夫   | 4:36  |
| 6.        | 「言わなきゃわからない」(草彅剛・香取慎吾) | 小倉めぐみ | 筒美京平  | 新川博 / コーラスアレンジ: 松下誠     | 4:34  |
| 7.        | 「二人のLove Train」                       | 相田毅     | CHOKKAKU  | CHOKKAKU / コーラスアレンジ: 椎名和夫 | 5:05  |
| 8.        | 「うまくいかない」(木村拓哉・香取慎吾)     | 小倉めぐみ | 安田信二  | 安田信二                              | 4:46  |
| 9.        | 「悲しくて眠れない」(中居正広)             | 真名杏樹   | 重実徹    | 重実徹                                | 5:29  |
| 10.       | 「負けるなBaby! 〜Never give up」(3×3 MIX) | 相田毅     | 筒美京平  | CHOKKAKU                              | 5:55  |
| 合計時間: | 合計時間:                                  | 合計時間:  | 合計時間: | 合計時間:                             | 48:42 |

### 曲解説
1. The Theme of 003
このテーマ曲は歌詞が付いている。6thアルバム「SMAP 006〜SEXY SIX〜」収録曲「Theme of 006」でも歌詞が付いており、こちらでは全英詞になっている。
2. Scarface Groove
リミックス・アルバム「BOO」にも収録されている。
3. いますぐ天気にしておくれ
4. Happy Birthday
1stInstrumentalアルバム「SMAPPIES - Rhythmsticks」にも収録されている。
5. Cry - 木村拓哉・稲垣吾郎・森且行
6. 言わなきゃわからない - 草彅剛・香取慎吾
7. 二人のLove Train
8. うまくいかない - 木村拓哉・香取慎吾
9. 悲しくて眠れない - 中居正広
10. 負けるなBaby! 〜Never give up（3×3 MIX）
4thシングルのリミックスバージョン

## 映像作品
Scarface Groove
- SEXY SIX SHOW
- SMAP 007 MOVIES〜Summer Minna Atsumare Party
- SMAP 010 "TEN"
  - 5人体制初披露
- 1997 SMAP LIVE ス
- LIVE pamS
  - 稲垣が謹慎の為4人で披露
- SMAPとイッちゃった! SMAP SAMPLE TOUR 2005

いますぐ天気にしておくれ
- SEXY SIX SHOW

悲しくて眠れない
- SMAP 007 MOVIES〜Summer Minna Atsumare Party